# Wapen van Wezembeek-Oppem

Het wapen van Wezembeek-Oppem (sinds 1920).

Het Wapen van Wezembeek-Oppem is het heraldisch wapen van de Belgische gemeente Wezembeek-Oppem. Het wapen werd reeds op 22 maart 1920 toegekend en op 29 juni 1994 herbevestigd.

## Geschiedenis
Het gemeentewapen is gebaseerd op dat van de familie de Burbure de Wesembeek, die de laatste heren van Wezembeek waren (1695-eind 19e eeuw).

## Blazoenering
Het huidige wapen heeft de volgende blazoenering:
In sabel een ankerkruis van zilver.— Omschrijving sinds 1994.